# Mártir

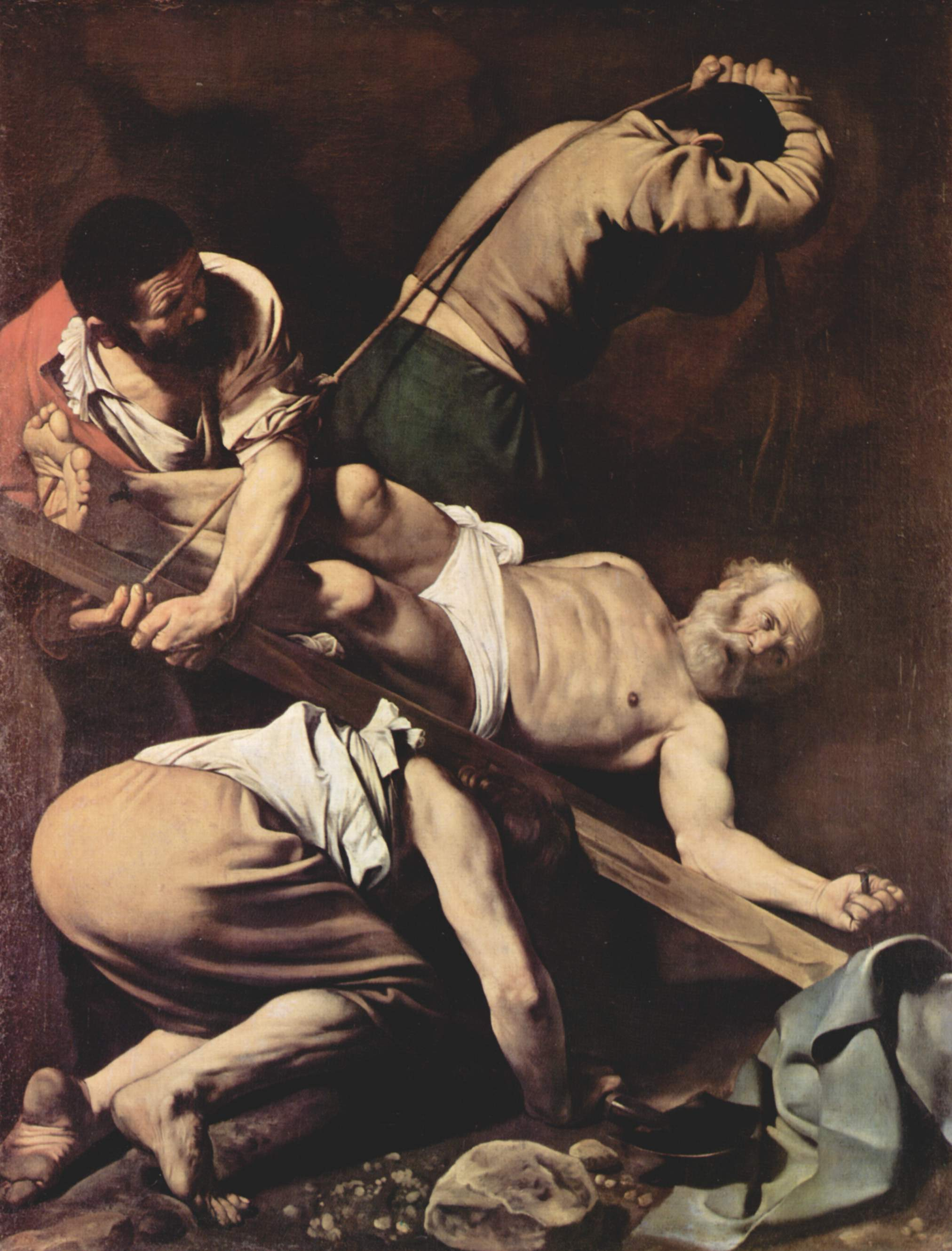
"Crucificação de São Pedro" Pintura de Caravaggio. Igreja de Santa Maria del Popolo, Roma.

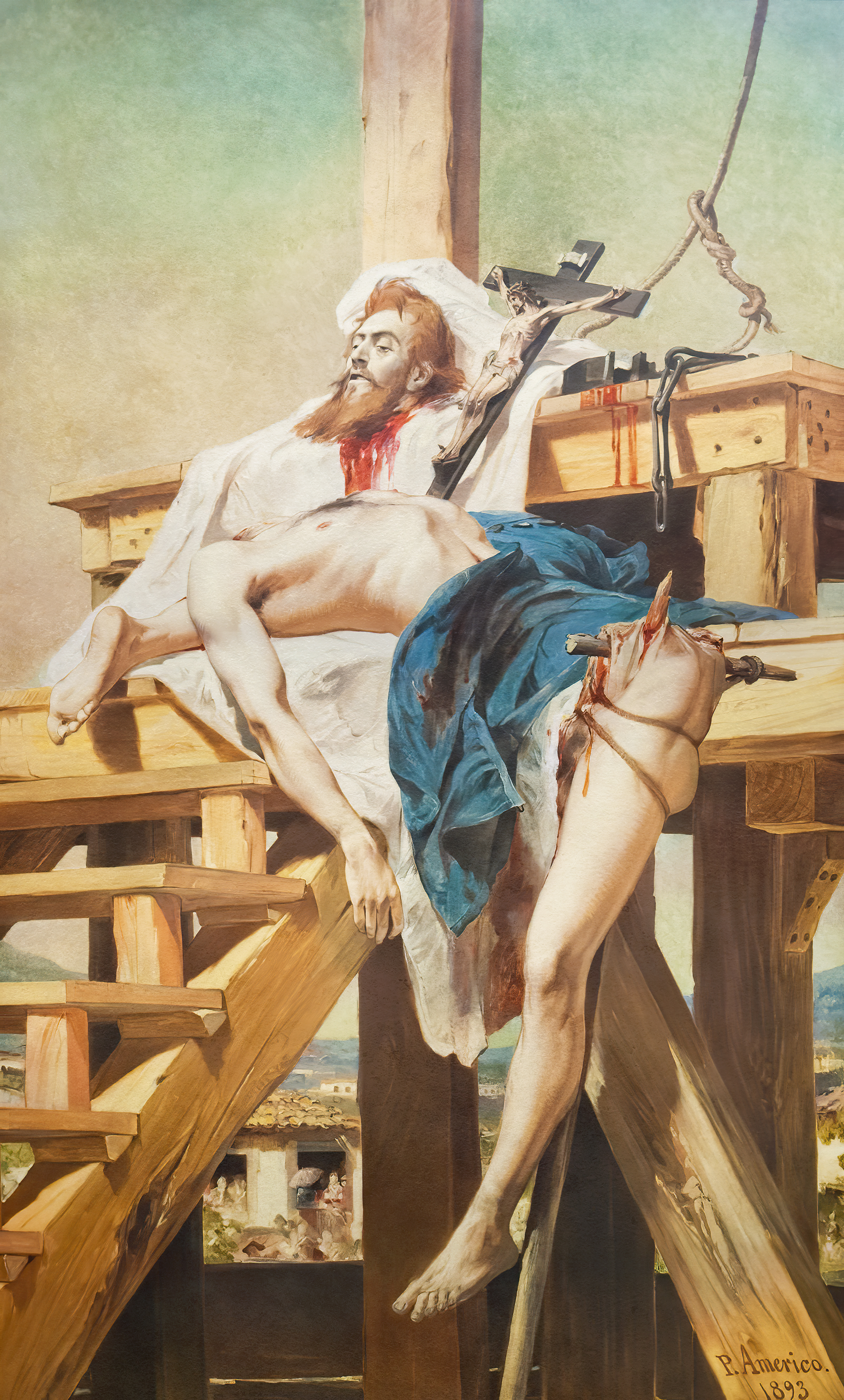
Tiradentes Esquartejado (Pedro Américo, 1893).

Um mártir (em grego: μάρτυς, mártys, "testemunha") é uma pessoa que sofre perseguição e morte por defender, renunciar ou por recusar a renunciar, ou ainda por recusar a defender uma causa exigida por uma força externa. Em muitos casos, o termo é atribuído a alguém que morre (seja em batalha ou por execução) em nome de um ideal social ou político. As origens da popularização do termo, contudo, tem caráter religioso, se referindo inicialmente a uma pessoa que morre por sua fé, pelo simples fato de professar uma determinada religião ou por agir coerentemente com a religião que professa.
Do ponto de vista cristão e dentro do contexto do Novo Testamento pode-se dizer que mártir é aquele que preferiu morrer a renunciar à sua fé, por defender a veracidade do que consiste "a Palavra de Deus" entregando a própria vida para este fim, para que a essência desta verdade fosse preservada. 
Estima-se que 70 000 000 (setenta milhões) de cristãos tenham sido martirizados desde os tempos de Jesus.
Entre os católicos chama-se "batismo de sangue" o martírio daquele que morre pela fé antes de ter sido batizado. Assim, os Santos Inocentes, as crianças que foram mortas em Belém a mando de Herodes, o Grande, embora não tenham sido batizados na água diz-se que receberam o "batismo de sangue" porque foram mortos no lugar de Jesus Cristo e por causa dele. Estes são considerados os primeiros mártires do cristianismo. A Igreja Católica reconhece como válido o chamado "batismo de sangue" no lugar do Batismo sacramental.
Em geral são considerados mártires aqueles que morrem nas perseguições religiosas. Dos apóstolos de Jesus, seu amado discípulo João, filho de Zebedeu, foi o único que não morreu mártir.

## Uso laico
O termo pode ser utilizado também num sentido mais laico, associado a alguém que sacrifica a sua vida por uma causa.
No Brasil o termo historicamente associado à figura de Tiradentes num sentido político da palavra: Tiradentes é chamado de "mártir da Inconfidência Mineira," por ter sido o único participante do movimento a ser condenado à morte pelo Trono Português.

## Significado
Em seu significado original, a palavra mártir, que significa testemunha, foi usada na esfera secular, bem como no Novo Testamento da Bíblia. O processo de dar testemunho não tinha a intenção de levar à morte da testemunha, embora seja conhecido por escritores antigos (por exemplo, Josefo) e pelo Novo Testamento que as testemunhas frequentemente morriam por seus testemunhos.
Durante os primeiros séculos cristãos, o termo adquiriu o significado ampliado de crentes que são chamados a testemunhar sua crença religiosa e, por causa desse testemunho, suportam o sofrimento ou a morte. O termo, neste sentido posterior, entrou na língua inglesa como um empréstimo. A morte de um mártir ou o valor que lhe é atribuído chama-se martírio.
Os primeiros cristãos que começaram a usar o termo mártir em seu novo sentido viam Jesus como o primeiro e maior mártir, por causa de sua crucificação. Os primeiros cristãos parecem ter visto Jesus como o arquétipo do mártir.
A palavra mártir é usada em inglês para descrever uma grande variedade de pessoas. No entanto, a tabela a seguir apresenta um esboço geral das características comuns presentes nos martírios estereotipados.
| 1. | Um herói                  | Uma pessoa de algum renome que se dedica a uma causa considerada admirável.                                                                                                 |
| 2. | Oposição                  | Pessoas que se opõem a essa causa. |
| 3. | Risco previsível          | O herói prevê a ação dos adversários para prejudicá-lo, devido ao seu comprometimento com a causa.                                                                          |
| 4. | Coragem e comprometimento | O herói continua, mesmo sabendo do risco, por compromisso com a causa. |
| 5. | Morte                     | Os oponentes matam o herói por causa de seu compromisso com a causa. |
| 6. | Resposta do público       | A morte do herói é comemorada. As pessoas podem rotular o herói explicitamente como um mártir. Outras pessoas podem, por sua vez, ser inspiradas a perseguir a mesma causa. |